# 深日港
深日港（ふけこう）は、大阪府泉南郡岬町にある地方港湾。港則法の適用港である。港湾管理者は大阪府。2020年10月1日から大阪港湾局の所管となったが、港湾管理者は変更されない。統計法に基づく港湾調査規則では乙種港湾に分類されている。

## 概要
大阪府南端の大阪湾に面した港湾である。川崎重工業泉州工場の船溜を改修して1948年に完成、淡路航路と四国航路が開設され、南海多奈川線に深日港駅が開業、難波へ直通する連絡急行が運転され、大阪と淡路島・徳島を結ぶ最短ルートを形成した。
1970年代以降は大阪港や神戸港を発着する航路の充実もあり、当港を利用する旅客は次第に減少、連絡急行は1993年に廃止となった。その後、1994年の関西国際空港の開港、1998年の明石海峡大橋の開通による航路再編で相次いで航路廃止、友ヶ島への航路も発着港が加太港へ変更となり、その結果、当港を発着する定期旅客航路は全てなくなった。
岬町は深日港の活性化、航路復活に取り組んでおり、町東部の淡輪港と一体で2013年8月に「みなとオアシスみさき」を仮登録、岬町の町制施行60周年を契機にみなとオアシス本登録が申請され、2015年10月18日に岬町町制施行60周年記念式典において登録証が交付され本登録となった。近畿地方では6番目、大阪府では初となるみなとオアシスである。また淡輪港のヨットハーバーは「たんのわヨットハーバー海の駅」として海の駅に登録している。
2016年4月には基本施設となる深日港観光案内所「さんぽるた」が開業、休憩所、多目的トイレ、授乳室、キッズコーナー、駐車場などを備え、観光案内・観光ガイド、レンタサイクル、無料WiFiの提供などが行われている。
2015年度の発着数は15隻（4,733総トン）、利用客数は3,246人（乗込人員1,623人、上陸人員1,623人）である。

## 沿革
かつては大阪湾フェリーが淡路島の洲本港へのフェリーを、深日海運が洲本港（一部由良港）への高速船を、徳島フェリーが徳島航路を運航していた。徳島航路は大鳴門橋の供用開始後に廃止、深日海運は明石海峡大橋の供用開始後に廃止、大阪湾フェリーも津名港発着に変更後、関西国際空港の開港後に泉佐野港発着に変更された後、廃止された。一時期は友ヶ島への航路が開設されていたが、短期間で廃止された。2017年より、試験運航として夏季を中心に「深日洲本ライナー」が就航している。
- 1948年11月3日：深日港駅開業。
- 1985年6月8日：大鳴門橋の供用開始。
- 1988年：大阪湾フェリーが、深日 - 津名航路を開設。従来の便の一部を振り替える。
- 1992年：大阪湾フェリーが、全ての便を深日 - 津名航路に振り替える。
- 1993年4月18日：なんば駅 - 深日港駅間を直通する「淡路号」が廃止。
- 1993年5月31日：徳島航路が廃止される。
- 1994年9月1日：深日海運が社名を「えあぽーとあわじあくあらいん」に改名[5]。
- 1994年9月4日：関西国際空港開港。関西国際空港と淡路島・四国を結ぶ航路が開設される。
- 1997年：友ヶ島への航路が開設される。
- 1997年：「えあぽーとあわじあくあらいん」が廃業。深日 - 洲本間の高速船航路は「シャトルサービス」に引き継がれる。
- 1998年1月19日：大阪湾フェリーの津名港へのフェリーが本港ではなく、泉佐野港発着となる。
- 1998年4月5日：明石海峡大橋の供用開始。
- 1999年10月1日：「シャトルサービス」廃業。洲本港への高速船航路が廃止される。
- 2001年：友ヶ島への航路休止。当港を発着する定期旅客航路は全てなくなった。
- 2017年：深日 - 洲本間で「深日洲本ライナー」の試験運航が開始される。

## 航路

### 船旅活性化モデル地区認定による試験運航

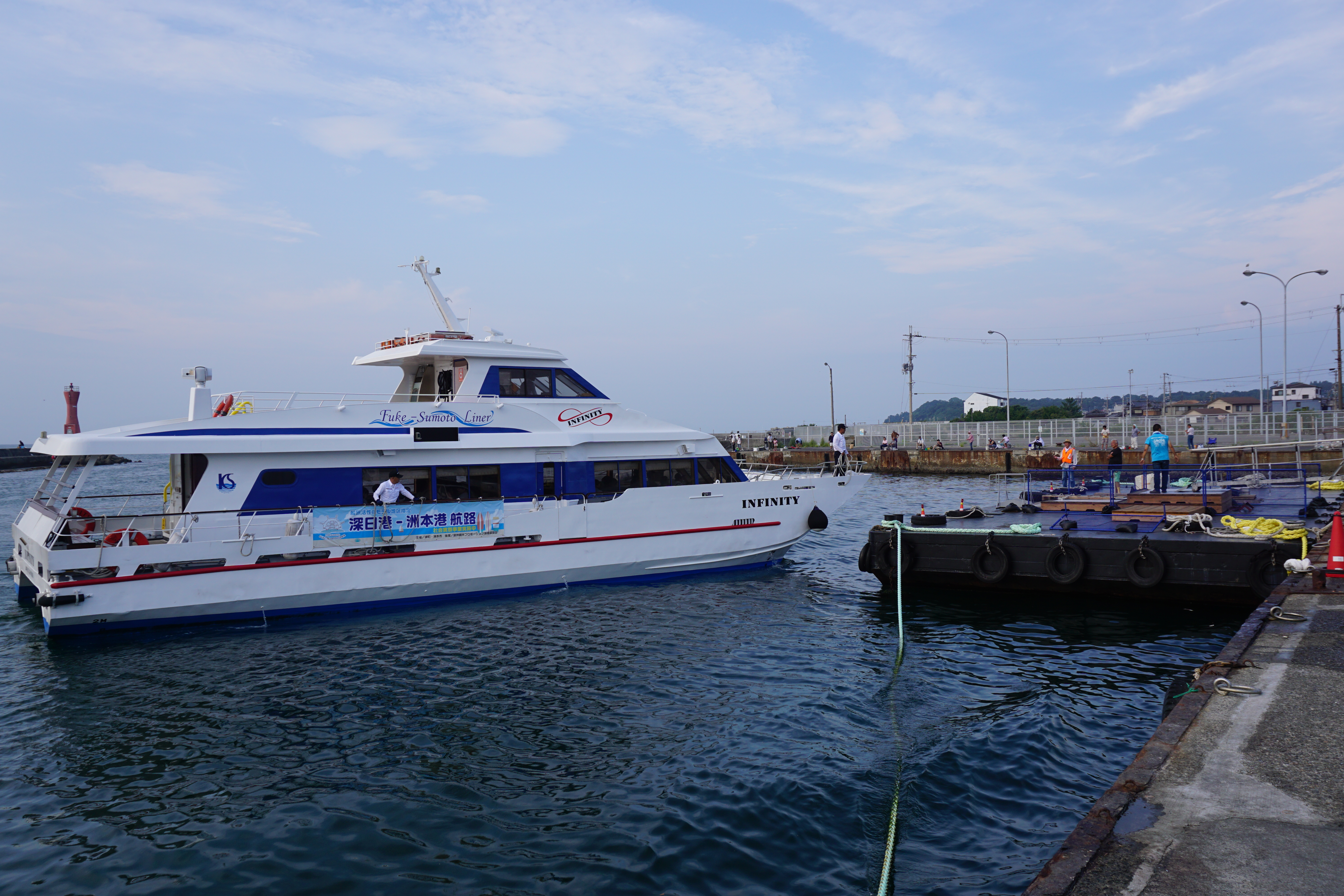
深日港の浮桟橋に着岸する「INFINITY」

岬町は同町と兵庫県洲本市を中心とした広域交流と観光振興の促進、地域の活性化、大規模災害発生時の物流・人流のリダンダンシー（冗長性）確保を図るために深日 - 洲本航路の復活に取り組んでおり、国、周辺自治体、運航事業者と連携しながら、需要調査、試験運航、広報活動などを行っている。これまで、深日港活性化イベント実行委員会の設立、「深日港フェスティバル」の開催（2012年度から毎年）、前述した「みなとオアシスみさき」の登録、需要予測調査の実施などを行い、2016年3月27日には4往復の試験運航が行われた。その後、同年4月には「深日港洲本港航路に関する連携協議会」が結成された。
2017年度に国土交通省の船旅活性化モデル地区に指定され、同年度以降「深日洲本ライナー」として試験運航が複数回行われている。2018年度以降は自転車による淡路島一周（通称アワイチ）などへのアクセスルートとしても焦点が置かれることとなった。

#### 「深日洲本ライナー」概要
- 行程：深日港 - 洲本港
- 便数：1日4往復
- 所要時間：約40分
  - 2024年度までは約55分
- 乗船料金：大人（中学生以上）1800円、子供（小学生）600円、スポーツサイクル（輪行含む）300円、各種割引あり
  - 2024年度までは大人1500円、子供500円、スポーツサイクル300円[注釈 1][HP 2]
- 使用船舶：「SEAGULL」（元・江田島市[10]「スーパー千鳥」、恭兵船舶保有[11]）：定員120人[新聞 3]
  - 2024年度までは「INFINITY」（元・リザーブド・クルーズ「リザーブ1」、恭兵船舶保有）：定員68人[12][13][14]

#### 2017年度
- 期間：2017年6月25日から9月30日までの約3か月間[HP 3][岬町 3][8]
- 運航便数（欠航除く）：760便
- 利用者数：10600人（1便平均：約13.9人）
- 自転車積載数：1066台（1便平均：約1.4台）

地域再生計画「魅力あるMisaki暮らしプロジェクト」による地方創生推進交付金の一部を利用し岬町が事業主体となって運航を開始。当初は利用者が少なく、1週目は1便当たり平均約6.1人にとどまったが、のちにサイクリストを中心に人気を集め、最終的には1便当たり平均約13.94人まで増加した。乗船目的は観光が最も多く、帰省が続いたほか、サイクリングが14%を占めた。

#### 2018年度
- 期間：2018年7月1日から翌年2月24日までの約8か月間[HP 3][岬町 4][9]
- 運航便数（欠航除く）：1806便
- 利用者数：15218人（1便平均：約8.4人[新聞 5]）
- 自転車積載数：1906台（1便平均：約1.1台）

当年度から洲本市が事業主体に加わり、また前年度の調査結果を受け3ヶ年の地域再生計画「大阪湾をつなぐ！広域型サイクル・ツーリズム事業」を作成、これによる地方創生推進交付金の交付を受けることとなった。しかし一年目に比べて天候不順などから利用者が低迷。割引キャンペーンも行ったものの、最終的に約490万円の赤字を計上した。また平日の利用が土日祝日の半数程度で、生活航路としての需要がほぼないことが判明した。

#### 2019年度
- 期間：2019年4月27日から10月27日までの土日祝[岬町 5]およびお盆期間・10月21日（前日が日曜日、翌日が即位礼正殿の儀として祝日である）[HP 1]
- 運航便数（欠航除く）：508便
- 利用者数：9479人（1便平均：約18.7人）
- 自転車積載数：1057台（1便平均：約2.1台）

運航許可を「人の運航をする不定期航路事業（船旅活性化モデル地区指定）」から「一般旅客定期航路事業」に変更。過去2年間の社会実験運航を踏まえ、特に需要の大きかった春季から秋季の土日祝等限定で運行。その結果一便あたりの利用者数・自転車積載数がともに過去最高となった。

#### 2020年度
2020年5月2日から11月3日までの土日祝およびお盆期間・11月2日限定で1日4往復を運航する予定だったが、同年4月13日に緊急事態宣言が大阪府と兵庫県に発令されたことを受け、新型コロナウイルス感染症の拡大防止のため運航開始を延期、その後7月1日に当年度の運航を中止とした。
この地域再生計画は当初2018年度から2020年度までの3ヶ年計画であったが、当年度の事業は翌年度に繰り越されることとなった。

#### 2021年度
- 期間：2021年10月23日から11月28日までの土日祝[HP 3][岬町 6]
- 運航便数（欠航除く）：112便
- 利用者数：2143人（1便平均：約19.1人）
- 自転車積載数：462台（1便平均：約4.1台）

新型コロナウイルス感染拡大防止のため、運航開始予定日は2021年6月26日から7月17日、8月28日と順延、さらに無期限延期したのち、10月23日となった。

#### 2022年度
- 期間：2022年6月25日から11月27日までの土日祝[HP 3][岬町 7]およびお盆期間[新聞 9]
- 運航便数（欠航除く）：408便
- 利用者数：5838人（1便平均：約14.3人）
- 自転車積載数：886台（1便平均：約2.2台）

地域再生計画「広域型サイクルツーリズムを活用したまちづくり事業」により、2022年度から2024年度まで実証実験を続けることとなった。

#### 2023年度
- 期間：2023年5月3日から11月5日までの土日祝[HP 3][岬町 8]およびお盆期間[新聞 10]
- 運航便数（欠航除く）：484便
- 利用者数：9487人（1便平均：約19.6人）
- 自転車積載数：1056台（1便平均：約2.2台）

割引プラン「みんなでノッて割10」の設定や、南海電鉄1日フリー乗車券と深日洲本ライナーの往復乗船券のセット「南海うみまち39きっぷ」の発売が新たに行われた。

#### 2024年度
- 期間：2024年3月16日から11月4日までの土日祝[HP 3]およびお盆期間
- 運航便数（欠航除く）：586便
- 利用者数：11426人（1便平均：約19.5人）
- 自転車積載数：919台（1便平均：約1.6台）

#### 2025年度
- 期間：2024年5月3日から11月3日までの土日祝[HP 3]およびお盆期間

今年度より使用船舶を変更し、定員の増加、所要時間の短縮が図られ、あわせて乗船料金が引き上げられた。

## 交通アクセス
- 南海電気鉄道多奈川線：深日港駅
- 岬町コミュニティバス：近隣の岬町役場前より乗車